# Half-Life 1 Anthology
Half-Life 1 Anthology (рус. «Half-Life 1 Антология») — официальный сборник компьютерных игр, выпущенный американской компанией Valve и издаваемый на территории стран СНГ компанией «Бука». Сборник мог быть приобретён как в коробочном издании, так и с использованием системы цифрового распространения Steam (сейчас распространяется только через Steam).
Сборник включает в себя оригинальный шутер Half-Life 1998 года и два официальных дополнения для него, разработанных компанией Gearbox Software, со своей сюжетной линией и локациями — Half-Life: Opposing Force и Half-Life: Blue Shift. Обладатели коробочной версии могут загрузить посредством Steam также многопользовательский шутер Team Fortress Classic.
Бо́льшая часть игр из сборника никогда не переиздавалась до этого. На территории России и стран СНГ данные игры легально были выпущены впервые; локализация не выполнялась, тексты и озвучивание оставлены на английском языке.

## Состав сборника
- 1998 — Half-Life
  - 1999 — Half-Life: Opposing Force
  - 2001 — Half-Life: Blue Shift
- 1999 — Team Fortress Classic